# Автоцивілка
Автоцивілка — поширена в Україні назва обов'язкового виду страхування цивільно-правової відповідальності власників наземних транспортних засобів (ОСЦПВ).
Придбавши поліс Автоцивілки, водії транспортного засобу, в межах страхової суми, знімають з себе відповідальність за матеріальний збиток, якого можуть завдати життю і здоров'ю, а також майну потерпілих.
Страховим випадком визнається факт спричинення збитку життю, здоров'ю або майну третіх осіб в результаті дорожньо-транспортної пригоди, що трапилася з вини або з необережності водія застрахованого транспортного засобу.
Вартість поліса автоцивілки визначається Законом України «Про обов'язкове страхування цивільно-правової відповідальності власників наземних транспортних засобів». При розрахунку вартості поліса беруться  до уваги наступні чинники:
- тип транспортного засобу (згідно з технічним паспортом) і об'єм двигуна;
- місце реєстрації транспортного засобу (адреса власника, що зазначена в технічному паспорті);
- стаж водія (в більшості компаній не враховується);
- наявність чи відсутність страхових випадків;
- сфера використання;
- термін дії договору.
- франшиза

##### Вартість поліса автоцивілки постійно змінюється, оскільки страхові компанії регулярно переглядають їх ціни та наповненість страхових програм.
Водій має змогу заощадити шляхом придбання поліса онлайн за допомогою  оформлення електронного поліса на сайтах компаній або агрегаторів цін і пропозицій (маркетплейсів). Таким чином можна:
- оцінити увесь ринок страхових пропозицій, охопивши усіх його представників;

- порівняти складові різних страхових програм;
- заощадити сукупно аж до 40% (це стає можливим завдяки тому, що на законодавчому рівні страховикам дозволено знижувати ставки на онлайн-страхування в межах 10%; у такий спосіб держава заохочує до диджиталізації; також, купуючи онлайн, водій не сплачує комісію агента, яка зазвичай вже є складовою ціни при купівлі паперового бланка).

##### Розмірстрахової суми, у межах якої проводитимуться виплати, встановлюється згідно з чинним законодавством, таскладає
- З 01.07.2022 року ліміт складає 320 000 грн. — за шкоду, заподіяну життю і здоров'ю на одного потерпілого, незалежно від кількості потерпілих );
- З 01.07.2022 року ліміт складає 160 000 грн. — за шкоду, заподіяну майну на одного потерпілого, але не більше 800 тисяч гривень на одну страхову подію (до цього страхова сума складала 130 тис. гривень).

##### Ліміт виплат (максимальний розмір) виплати за шкоду, заподіяну майну потерпілих, у разі оформлення ДТП з використаннямєвропротоколу, з 1 липня 2022 року складає 80 тис. грн.
З травня 2020 року страховий поліс для авто (автоцивілка) доступний для автовласників у додатку державних онлайн-послуг «Дія».